# جيمس فيرتشايلد
جيمس فيرتشايلد (بالإنجليزية: James Fairchild)‏ هو مربي أمريكي، ولد في 1817 في Stockbridge, Massachusetts ‏ في الولايات المتحدة، وتوفي في 1902 في أوبرلين في الولايات المتحدة.